# Беатріче Медицина
Беатріче Медицина (1 серпня 1923 - 19 грудня 2005) (Сіхасапа та Міннеконджу Лакота) (ім'я на мові лакота Хінша Ваште Аґлі Він - "Повернення переможцем з жінкою Червоного Коня") була вченою, антропологом, та вихователькою, відома своєю роботою в галузі корінних мов, культур та історії. Значну частину свого життя Медицина провела, досліджуючи, навчаючи та обслуговуючи рідні громади, насамперед у галузі двомовної освіти, наркоманії та одужання, психічного здоров’я, племінної ідентичності та питань ЛГБТ+-спільноти.

## Раннє життя
Медицина народилася Стандінг Рок резервації в Вакпалі, Південна Дакота 1 серпня 1923 року.

## Освіта
Медицина отримала ступінь бакалавра антропології в Університеті штату Південна Дакота в 1945 р., а ступінь магістра соціології та антропології в Університеті штату Мічиган у 1954 р. Докторську ступінь вона захистила у 1983 році в Університеті Вісконсіна.

## Кар'єра
Медицина вивчала поведінку людей, пов’язану з расизмом та мовною дискримінацією, як в академічних колах, так і в соціальній антропології. Значна частина її роботи була зосереджена на відродженні, виживанні та розширенні мов та культури корінних народів. Медицина була відома на міжнародному рівні своєю роботою зі студентами та викладачами, а також за її 50-річну кар'єру в університетських містечках, включаючи школу агентств Санто-Домінго Пуебло, Індіанську школу Фландро, Університет Британської Колумбії, Стенфордський університет, Дартмутський коледж, Коледж Маунт-Роял (нині університет Маунт-Роял), Державний університет Сан-Франциско, Вашингтонський університет, Університет Монтани та Університет Південної Дакоти. Вона вийшла на пенсію як почесний професор антропології в Університеті штату Каліфорнія, штат Нортридж.
У своїй книзі « Навчившись бути антропологом та залишаючись тубілкою», Медицина грайливо приписала свою багатоінституційну кар’єру в результаті охоплення традиційних коренів Лакоти: "щодо частих переїздок, я жартома посилаюся на колишнє кочівництво мого народу". Її активність протягом усього життя як вченої та викладачки призвела до численних публікацій, виступів, лекцій та досліджень, з багатьох яких Медицина отримала почесні звання та нагороди, визнаючи її прагнення до рівності у правах людини.
Медицина брала активну участь у боротьбі за громадянські права в корінних громадах Сіетла, Ванкувера та Калгарі. У 1974 р. Медицина давала свідчення разом з Вайн Делорієм-молодшим як свідок-експертка у федеральній справі, порушеній проти фігурантів інциденту у Вундед-Ні. У 1984 р. Медицина була обрана до Національної ради правління спільної справи, некомерційної організації, створеної з метою "притягнення влади до відповідальності". У 1993-94 рр. Медицина відстоювала свої переконання та повагу до ролі жінок у корінних культурах, прийнявши посаду в Жіночому відділенні Королівської комісії Канади з питань корінних народів, розглядаючи це як голос для людей, які повинні боротися за законні права сімей корінних народів.
Прихильність медицини до соціальних дій не закінчилася, коли вона пішла з кар'єри вчительки та науковиці на початку 1990-х. Повернувшись до свого дому в Індіанському заповіднику Стендінг-Рок у Південній Дакоті, вона допомагала у спробах побудувати нову державну школу для громади. Медицина також була активісткою піклувальної ради і ради школи Вакпала-ЗМІ.

## Смерть
Беатріче Медицина померла під час невідкладної операції 19 грудня 2005 року в Бісмарку, штат Північна Дакота. Згідно її заповіту не було проведено похоронної служби. Її сім'я оголосила, що замість квітів для могили, друзі та сім'я робили пожертви в Фонд коледжу американських індіанців у Денвері, штат Колорадо.
У Медицини залишилися її сестра Грейс В Ярдлі, її син Тед Сидячий Ворон Гарнер і її усиновлена дочка ДжоАллін Аршамбо, яка також є антропологом.

## Спадщина
2006 року газета AltaMira Press опублікувала статтю «Пияцтво і тверезість серед лакота-сіу» - роботу, яку редакція підготувала з Медициною за кілька днів до її смерті. У цій роботі розглядається роль шкідливих стереотипів корінних народів Канади та США щодо алкоголізму, які Медицина спочатку представила у своїй статті 1969 року "Зміна сім'ї Дакоти та стреси в ній" у журналі "The Pine Ridge Research Journal".
На честь Медицини та її відданості освіті протягом усього життя, Товариство прикладної антропології (SfAA) створило премію Bea Medicine Award, стипендію на подорожі в розмірі 500 доларів США, що присуджується чотирьом студентам, які або закінчують бакалаврат або аспірантуру, на допомогу під час участі у щорічних зборах SfAA.
Її документи зберігаються в Національному антропологічному архіві Смітсонівського інституту.

## Нагороди
- (1991) Нагорода за визнану службу від Американської антропологічної асоціації.[18][19]
- (1996) Премія Броніслава Малиновського від Товариства прикладної антропології.
- (2005) Премія Джорджа та Луїзи Спіндлер за освіту в галузі антропології від Американської антропологічної асоціації.[20]
- Премія Охани від Американської асоціації консультантів].[9]
- Премія «Видатна кольорова жінка» від Національного інституту кольорових жінок.
- Вшанування нагороди "Наші союзники" від Національної робочої групи з питань геїв та лесбійок.

## Опубліковані роботи

### Спільні роботи
- (1973). "The Native American" in Don Speigel and Patricia Keith-Speigel eds. The Outsiders. New York: Rinehart and Winston Holt.[21]
- (1976) "The Schooling Process: Some Lakota (Sioux) Views" in Craig J. Calhoun and Francis A. Janni eds. The Anthropological Study of Education. The Hague: Mouton.[21][22]
- (1983). "Warrior Women." The Hidden Half: Studies of Plains Indian Women. Patricia C. Alberts, ed.  ISBN 9780819129567.[5]
- (1987). "My Elders Tell Me" in J.Barman, Y. Hebert and D.McCaskill eds. Indian Education in Canada, vol 2. Vancouver: University of British Columbia Press.[21][23]
- (1987). "Indian Women and the Renaissance of Traditional Religion" in Raymond J. DeMallie and Douglas R. Parks eds. pp. 159–171. Sioux Indian Religion, Tradition and Innovation. Norman and London: University of Oklahoma Press.[21]
- (1987). "The Role of American Indian Women in Cultural Continuity and Transition" in J. Penfield ed. Women and Language in Transition. Albany: SUNY Press.[21]
- (1988). "Ella Cara Deloria" in Ute Gacs, Aisha Khan, Jerry McIntyre and Ruth Weinberg eds. pp. 45–50. Women Anthropologists: a Biographical Dictionary. New York: Greenwood Press.[21]
- (1997). "Changing Native American Roles in an Urban Context and Changing Native American Sex Roles in an Urban Context" in Sue-Ellen Jacobs, Wesley Thomas and Sabine Lang eds. Two-Spirit People: Native American Gender Identity, Sexuality, and Spirituality. Urbana and Chicago: University of Illinois Press.[21]
- (1997). "Lakota Star Quilts: Commodity, Ceremony and Economic Development" in Marsha L. MacDowell and C. Kurt Dedwhurst eds. To Honor and Comfort: Native American Quilting Traditions. Museum of New Mexico Press and Michigan State University Museum.[21]
- (1999). "Ella Cara Deloria: Early Lakota Ethnologist (Newly Discovered Novelist)" in R. Darnell and L. Valentine eds. The Americanist Tradition. Toronto: University of Toronto Press.[21]

### Статті та журнали
- (1969) "The Changing Dakota Family and the Stresses Therein." Pine Ridge Research Bulletin, No. 9, pp. 13–23.[21]
- (1971). "The Anthropologist and American Indian Studies Programs." Indian Historian, No. 4, pp. 15–18.[21]
- (1971). "Anthropology as the Indian's Image Maker." Indian Historian, Vol. 4, No.3, pp. 27–29.[21]
- (1973). "Finders Keepers?" Museum News, No. 51, pp. 20–26.[21]
- (1975). "Self-Direction in Sioux Education." Integrateducation, No. 78, pp. 15–17.[21]
- (1976). "Oral History as Truth: Validity in recent Court Cases Involving Native Americans." Folklore Forum, Bibliographic and Special Series, Vol. 9, No. 15, pp. 1–5.[21]
- (1978). "Higher Education: a New Arena for Native Americans." Thresholds in Education, No. 4, pp. 22–25.[21]
- (1980). "Ella Cara Deloria, the Emic Voice." Melus (Multi-Ethnic Literature in the U.S.), Vol. 7, No. 4, pp. 23–30.[21]
- (1980). "American Indian Women: Mental Health Issues which Relate to Drug Abuse." Wíčazo Ša Review: a Journal of Native American Studies, No. 9, pp. 85–89.[21]
- (1980). "American Indian Women: Spirituality and Status." Bread and Roses, No. 2, pp. 15–18.[21]
- (1981). "American Indian Family Cultural Change and Adaptive Strategies." Journal of Ethnic Studies, No. 8, pp. 13–23.[21]
- (1981). "'Speaking Indian': Parameters of Language Use among American Indians." Focus: National Clearinghouse for Bilingual Education, No. 6, pp. 3–10.[21]
- (1981). "The Interaction of Culture and Sex Roles in Schools." Integrateducation, Special Issue: American Indian Education, No. 19, pp. 28–37.[21]
- (1981). "Native American Resistance to Integration: Contemporary Confrontations and Religious Revitalization." Plains Anthropologist, Vol. 26, No. 1, pp. 277–86.[21]
- (1982). "New Roads to Coping: Siouan Sobriety" in S.M. Manson ed. New Directions in Prevention among American Indian and Alaska Native Communities. Portland: Oregon Health Sciences University.[21]
- (1983). "Indian Women: Tribal Identity as Status Quo." Women's Nature: Rationalizations of Inequality. New York: Teachers College Press.[21]
- (1986). "Contemporary Cultural Revisitation: Bilingual and Bicultural Education." Wíčazo Ša Review: a Journal of Native American Studies, No. 2, pp. 31–35.[21]
- (1988). "Native American (Indian) Women: A Call for Research." Anthropology and Education Quarterly, Vol. 19, No. 2, pp. 86–92.[21]
- (1990). "'Carrying the Culture: American Indian and Alaska Native Women Workers' Wider Opportunity for Women Inc." Risks and Challenges: Women, Work and the Future, pp. 53–60.[21]
- (1993). "North American Indigenous Women and Cultural Domination." American Indian Culture and Research Journal, Vol. 17, No. 2, pp. 121–30.[21][24]
- (1998). "Alcohol and Aborigines: the North American Perspective." Alcoholic Beverage Medical Research Journal, No. 8, pp. 7–11.[21]
- (1998). "American Indians and Anthropologists: Issues of History, Empowerment, and Application." Human Organization, Vol. 57, No. 3, pp. 253–57.[21]

### Фільми
- (1999). Шукаємо Духа: рівнинні індіанці в Росії. [Архівовано 14 червня 2017 у Wayback Machine.] Люція Баскаускас, реж. Документальні освітні ресурси.

## Зовнішні посилання
- " Премія SFAA Bea Medicine [Архівовано 4 грудня 2020 у Wayback Machine.] ", Товариство прикладної антропології.
- " Медицина Беатріче ", Webster.edu.
- " Правозахисник" Медицина вмирає "в Wayback Machine (архівовано 15 жовтня 2008 р.)," Rapid City Journal ".
- " Беатріс Медіцин мертва у 82 роки [Архівовано 23 квітня 2021 у Wayback Machine.] ", Savage Minds.
- " Медицина Беатріс ", автори корінних американців.
- " Вчимося бути антропологом і залишаємось„ рідними " [Архівовано 13 травня 2019 у Wayback Machine.] ", Університет Іллінойсу, преса.
- " Премія Франца Боаса [Архівовано 15 квітня 2021 у Wayback Machine.] ", Американська антропологічна асоціація.